# Ipomoea
- Commons
- Wikispecies

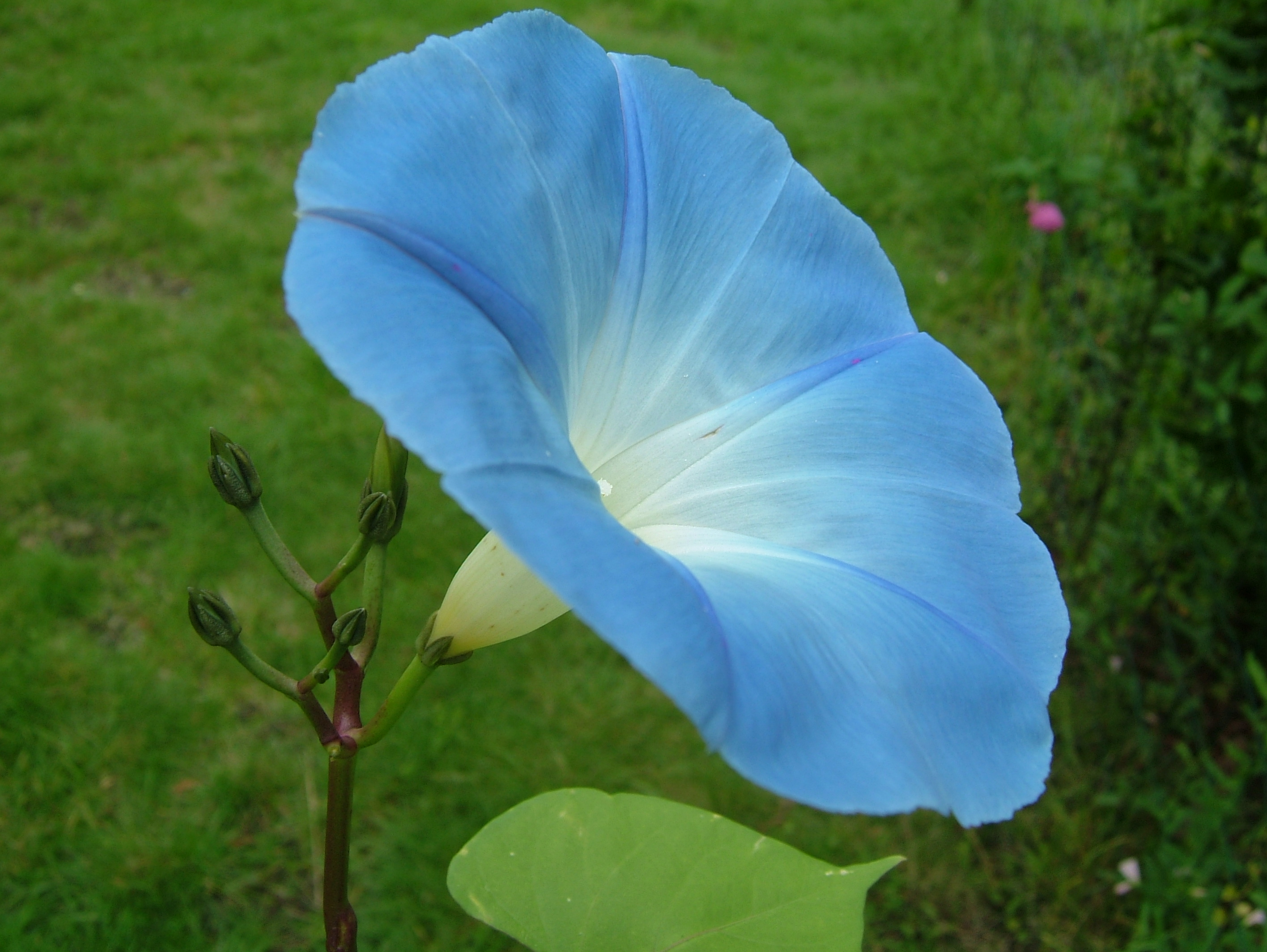
Ipomoea tricolor

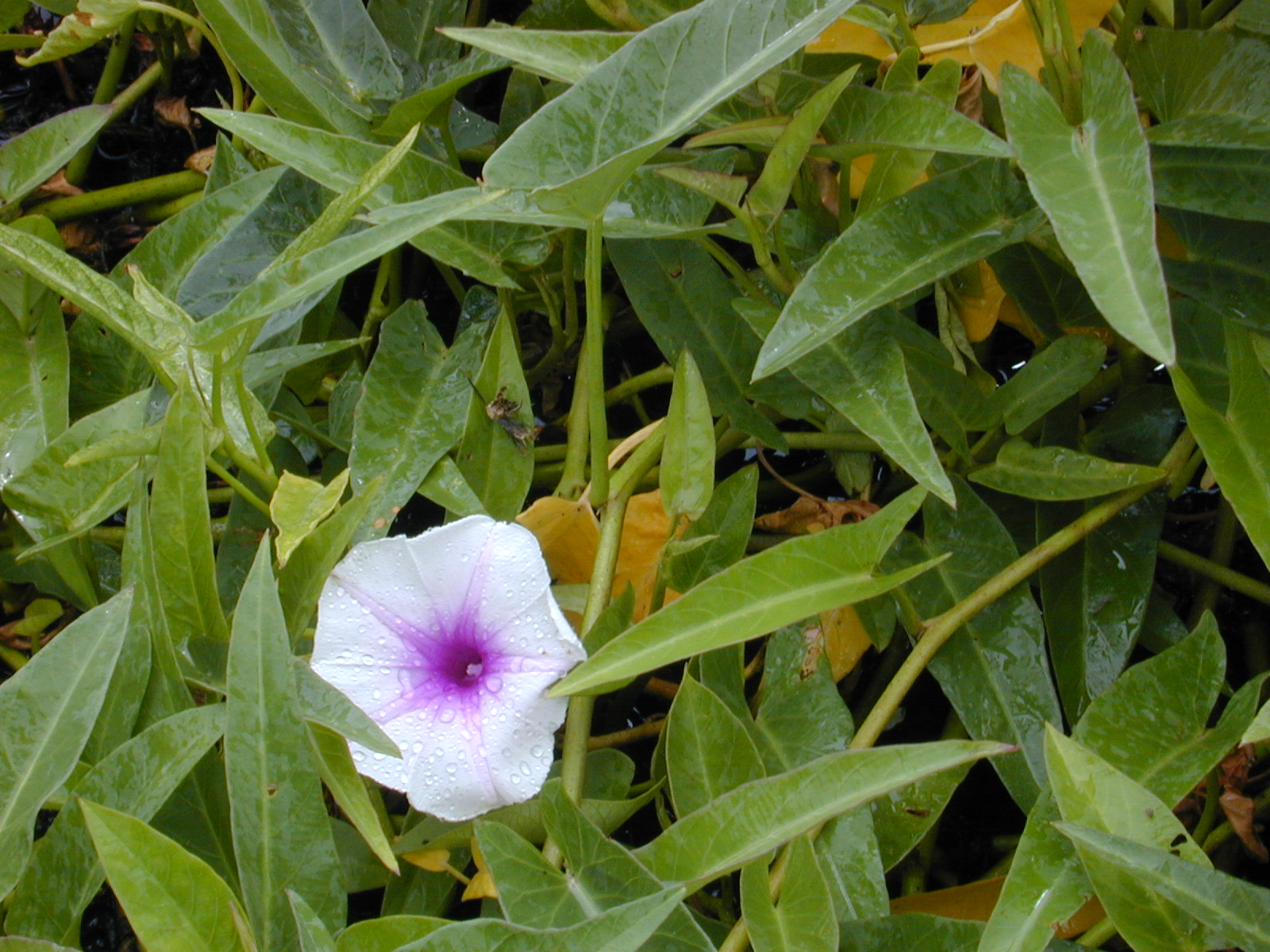
Ipomoea aquatica

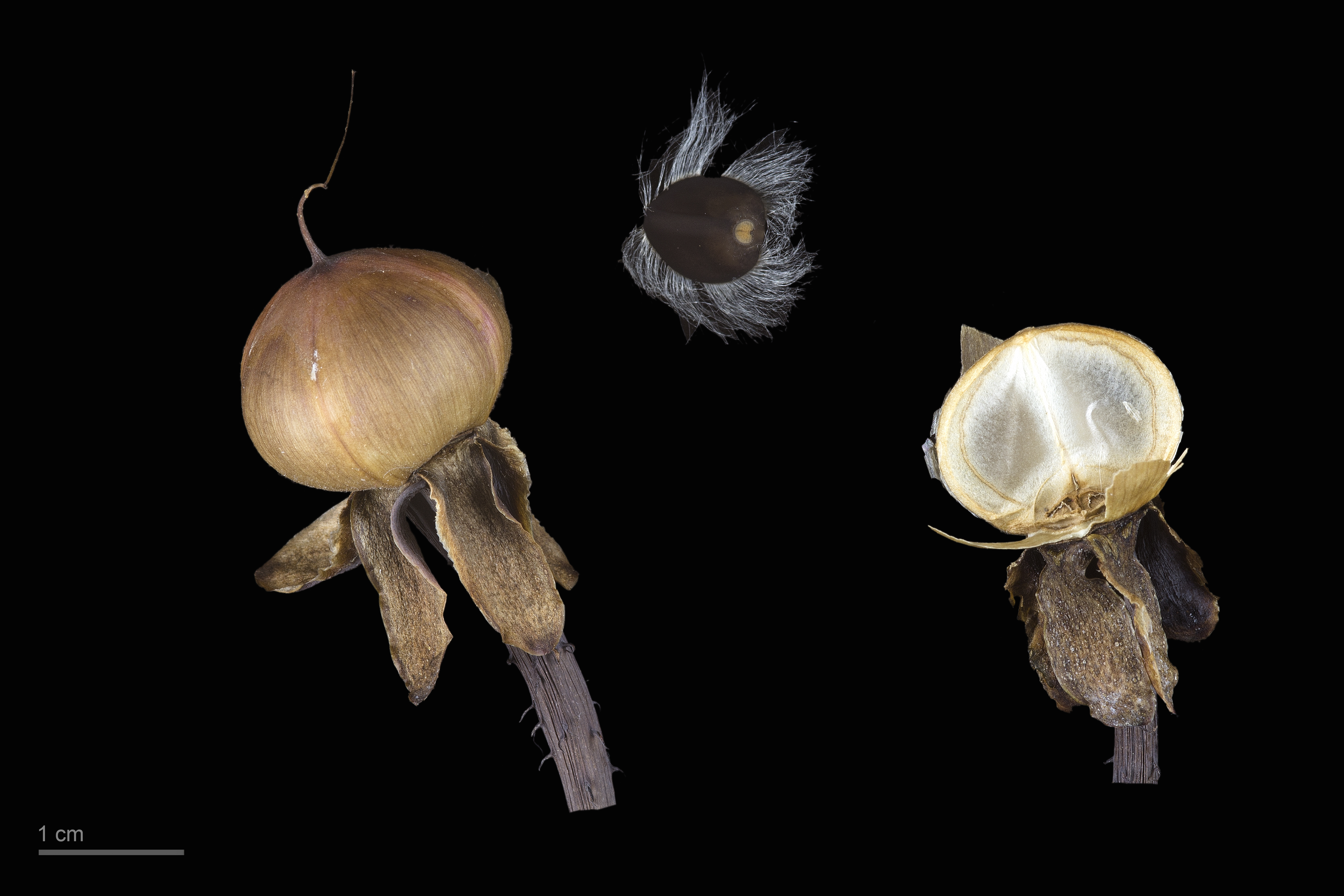
Ipomoea setosa - MHNT

Ipomoea L. (ipomeia) é o maior género botânico da família Convolvulaceae, com mais de 500 espécies. As espécies de Ipomoea são pequenas árvores, lianas, plantas arbustivas ou  herbáceas, anuais ou perenes, que ocorrem nas regiões tropicais e subtropicais.
O grupo inclui espécies importantes para o homem como a batata-doce ou a I. tricolor, que é a fonte do tlitliltzin, uma droga alucinogénica oriunda do México.

## Sinonímia
| - Calonyction Choisy - Exogonium Choisy - Mina Cerv. - Pharbitis Choisy - Quamoclit Mill. - Quamoclit Moench - Acmostemon Pilg. | - Batatas Choisy - Bonanox Raf. - Calycantherum Klotzsch - Diatremis Raf. - Dimerodisus Gagnep. - Parasitipomoea Hayata |

## Espécies

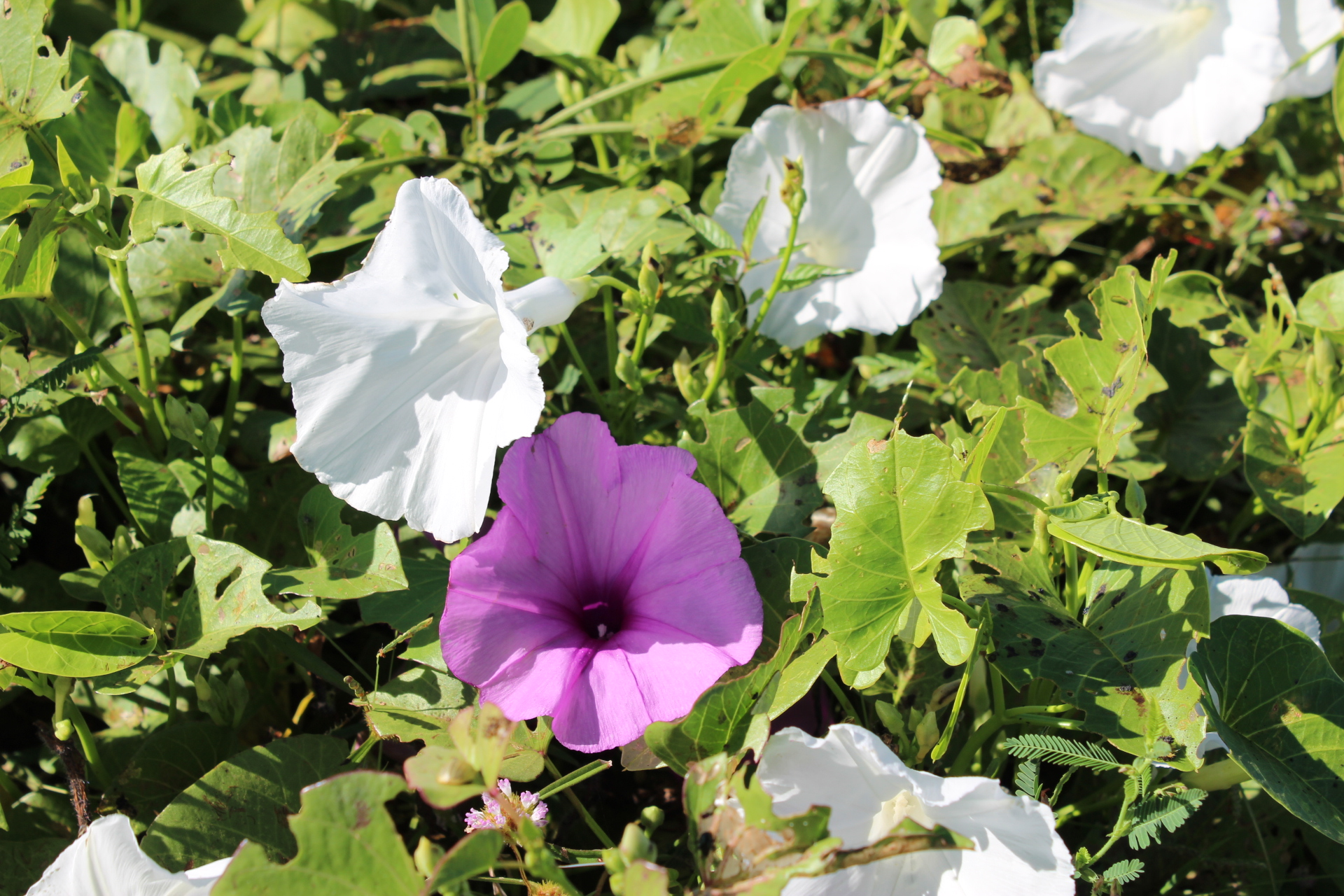
Ipomoea branca e Ipomeea rosa, popularres salsa branca e salsa rosa.

| - Ipomoea alba L. - Ipomoea amnicola Morong - Ipomoea aquatica - Ipomoea batatas (L.) Lam. – batata-doce - Ipomoea cairica Sweet. - Ipomoea coccinea (L.) - Ipomoea cordifolia Carey ex Voight - Ipomoea costellata Torr. - Ipomoea cristulata Hallier f. - Ipomoea dumetorum Willd. ex Roemer & J.A.Schultes - Ipomoea eggersiana Peter - Ipomoea eggersii (House) D.Austin - Ipomoea hederacea Jacq. - Ipomoea hederifolia L. - Ipomoea horsfalliae Hook.f. - Ipomoea imperati (Vahl) Griseb. - Ipomoea indica (Burm.f.) Merr. - Ipomoea jalapa (L.) Pursh. - Ipomoea krugii Urban - Ipomoea lacunosa L. - Ipomoea leptophylla Torr. - Ipomoea lindheimeri Gray - Ipomoea littoralis Blume - Ipomoea lobata (Cerv.) Thell. - Ipomoea longifolia Benth. - Ipomoea macrorhiza Michx. - Ipomoea mauritiana Jacq. - Ipomoea meyeri (Spreng.) G.Don - Ipomoea microdactyla Griseb. - Ipomoea nil (L.) Roth | - Ipomoea obscura (L.) Ker Gawl. - Ipomoea ochracea (Lindl.) G.Don - Ipomoea orizabensis Pellet - escamônea - Ipomoea pandurata (L.) G.F.W.Mey. - Ipomoea pes-caprae (L.) R.Br. - Ipomoea plummerae Gray - Ipomoea pubescens Lam. - Ipomoea purga (Wender.) Hayne - Ipomoea purpurea (L.) Roth - Ipomoea quamoclit L. - Ipomoea repanda Jacq. - Ipomoea rupicola House - Ipomoea sagittata Poir. - Ipomoea setifera Poir. - Ipomoea setosa Ker Gawl. - Ipomoea shumardiana (Torr.) Shinners - Ipomoea sloteri - Ipomoea sp (Salsa-branca) - Ipomoea steudelii Millsp. - Ipomoea tenuiloba Torr. - Ipomoea tenuissima Choisy - Ipomoea ternifolia Cav. - Ipomoea thurberi Gray - Ipomoea tricolor Cav. - Ipomoea triloba L. - Ipomoea tuboides O.Deg. & van Ooststr. - Ipomoea turbinata Lag. - Ipomoea violacea L. - Ipomoea wrightii Gray |

- Lista completa

## Classificação do gênero
| Sistema | Classificação                      | Referência               |
| ------- | ---------------------------------- | ------------------------ |
| Linné   | Classe Pentandria, ordem Monogynia | Species plantarum (1753) |

| Sistema | Classificação                                             | Referência |
| ------- | --------------------------------------------------------- | ---------- |
| APG III | Ordem SOLANALES Dumortier, Família CONVOLVULACEAE Jussieu | ,          |